# ОШ „Козарац” Козарац
ОШ „Козарац” је једна од основних школа на подручју града Приједора. Налази се у Улици Маршала Тита бб у Козарцу.

## Историјат
При крају турске управе у Козарцу је отворена прва основна четворогодишња школа – руждија, у којој су, поред вјерских предмета, изучавани и историја, географија, рачун, геометрија, логика и краснопис. У вријеме аустроугарске владавине у Козарцу је постојала државна основна школа за женску дјецу. Поред њиховог описмењавања, ту су се одржавали курсеви за шивење и везење. У Козарцу је 1945. почела да ради четворогодишња државна основна школа, која је школске 1953/1954. прерасла у осмогодишњу. До 1963. на школском подручју Козарца радило је и седам самосталних четворогодишњих основних школа. Године 1963. школа у Козарцу постала је централна основна школа, под називом „Раде Кондић“, а припојене су јој подручне школе: Камичани (основана четрдесетих година ХХ вијека), Бабићи
(1948), Горњи Гаревци (1950), Козаруша (1951), Трнопоље (1963), Бенковац (основана 1968, угашена 1987) и Хрнићи (основана 1980, угашена 2003). Подручна школа у Бабићима 1976. припала је ОШ „Јован Дучић“, Ламовита. Подручна школа у Трнопољу 1980. постала је самостална, под називом „Братство“. Прерасподјелом су јој припале подручне школе Горњи Гаревци и Хрнићи. Подручна школа у Козаруши постала је самостална 1983, када је имала 450 ученика. Угашена је 1992. године. Школа у Козарцу имала је највећи број ученика 1983. – 2.750. Престала је да ради 1992, а школска  зграда дјелимично је оштећена у Одбрамбено-отаџбинском рату 1992–1995. Школа је поново отворена у октобру 2002, под називом ОШ „Козарац“. Школске 2007/2008. године имала је 366 ученика и 25 наставника, а 2021/2022. – 256 ученика и 31 наставника. У њеном саставу била је петогодишња подручна школа у Камичанима. Школа има спортску салу, спортске терене и школску кухињу. У школској библиотеци налази се око 9.000 књига. Од 2004. излази школски лист „Наше огледало“.